# Вулиці смерті
Вулиці смерті (англ. Killing Streets) — американсько-ізраїльський бойовик 1991 року.

## Сюжет
У Бейруті викрадений американський офіцер Крейг Брандт. Його брат-близнюк Кріс вирушає на його пошуки. Чарлі Вольф, співробітник американського посольства, ніякими новинами поділитися не може. Сандра Росс, колега Чарлі і близька знайома зниклого Крейга, щось явно знає, але не наважується розповісти. Кріс сам потрапляє до рук терористів, які тримають заручників — громадян США. І серед них — Крейг.

## У ролях
- Майкл Паре — Кріс / Крейг Брандт
- Шол Мізрахі — посильний
- Урі Мауда — клерк
- Рахелі Чімейян — Майла
- Хашем Яссін — Салах
- Йааков Гвір-Коен — Алі
- Алон Абутбул — Абдель
- Іцхак Ацмон — Карім
- Раффі Тавор — Ясир
- Тревіс Дюкса — хлопчик на велосипеді
- Габі Амрані — Гілад
- Шахар Коен — стрілець 1
- Офер Леві — стрілець 2
- Майкл Даунс — Гарольд
- Лоренцо Ламас — Чарлі Вольф
- Дженніфер Раньон — Сандра Росс
- Ноа Ель-Ром — дівчинка Клерк
- Матті Сері — детектив
- Лутуф Нуассер — величезний полісмен
- Міло Рафі — Ібрагім
- Елі Дор-Хаїм — Халіл
- Менахем Ейні — Еміль
- Ішай Вурейт — Йахзі
- Моше Вапник — Бешир
- Еві Коен — водій
- Офер Шикартзі — пасажир
- Рафі Барбібай — Валід
- Еял Коен — Абу
- Боаз Офрі — Хадж
- Шмуель Маталон — Салім
- Ієгуда Ефроні — Сем
- Роні Блітц — митник